# Tipula (Formotipula) rufoabdominalis
Tipula (Formotipula) rufoabdominalis is een tweevleugelige uit de familie langpootmuggen (Tipulidae). De soort komt voor in het Oriëntaals gebied.